# Op og ned langs kysten
Op og ned langs kysten er en dansk film fra 1950. En god lystspilfarce med Kjeld Petersen i hopla og med jazzmusik fra Svend Asmussen og co.
- Manuskript Arvid Müller.
- Instruktion Stig Lommer.

Blandt de medvirkende kan nævnes:
- Lily Broberg
- Bodil Steen
- Ulrik Neumann
- Preben Mahrt
- Kjeld Petersen
- Olaf Ussing
- Svend Asmussen
- Frederik (trommeslager)
- Jørgen Ingmann